# Mélange de couleurs
 (novembre 2020).
Si vous disposez d'ouvrages ou d'articles de référence ou si vous connaissez des sites web de qualité traitant du thème abordé ici, merci de compléter l'article en donnant les références utiles à sa vérifiabilité et en les liant à la section « Notes et références ».
Mélange de couleurs est un album musical de Gilbert Montagné sorti en 1998.

## Album
- Album studio enregistré par Gilbert Montagné
- Année de sortie : 1998[1]
- Réalisé par Dan Lacksman & Sacha Chaty
- Enregistrement : Studio Synsound (Bruxelles)
- Ingénieur du son : Dan Lacksman
- Prise de son : Dan Lacksman & Cooky
- Producteur executif : Roland Vanbeneden pour Chryslie Music

## Liste des titres
Les titres de cet album sont :
| No  | Titre                               | Auteur                 | Durée |
| --- | ----------------------------------- | ---------------------- | ----- |
| 1.  | Si tu te souviens (duo avec Nikole) | Barbelivien/Montagné   | 3:43  |
| 2.  | Elle est ma princesse               | Barbelivien/Montagné   | 3:20  |
| 3.  | Tout recommencera                   | Montagné               | 3:44  |
| 4.  | Funky Paris                         | Montagné               | 4:06  |
| 5.  | Passion de vivre                    | Lemesle/Montagné       | 4:21  |
| 6.  | Merci la vie                        | Barbelivien/Montagné   | 4:06  |
| 7.  | Danser, danser                      | Iemfré-Nikole/Montagné | 3:56  |
| 8.  | L'enfant du bout du monde           | Iemfré-Nikole/Montagné | 3:46  |
| 9.  | Elle voulait voler                  | Montagné               | 4:25  |
| 10. | Faut lui dire                       | Montagné               | 3:40  |
| 11. | Faut s'la jouer cool                | Barbelivien/Montagné   | 5:01  |
| 12. | Elle vit la salsa                   | Montagné               | 3:23  |

## Le groupe
- Arrangements : Sacha Chaty
- Batterie : Bruno Castellucci
- Basse : Vincent Pierins
- Claviers : Gilbert Montagné
- Guitares : Sacha Chaty et Kevin Mulligan
- Pedal Steel Guitar et mandoline : Kevin Mulligan
- Saxophone : Henri Ylen
- Percussions : Frank Michiels
- Trompette : Patrick Mortier
- Musiciens "Elle vit la salsa" : Diego Pelaez et Piquete Latino
- Chœurs : Liliane Davis, Sara Mandiano, David Linx et Gilbert Montagné